# ストロベリーナイト (テレビドラマ)
『ストロベリーナイト』は、誉田哲也の警察小説シリーズ「姫川玲子シリーズ」を原作として、2010年からフジテレビ系において竹内結子の主演で放送された刑事ドラマおよび映画のシリーズ。（二階堂ふみのリメイクは#関連項目および別記事へ）

## 概要
映像化第1作となるドラマは、2010年11月13日に『土曜プレミアム』特別企画として放送された姫川玲子シリーズ第1作『ストロベリーナイト』を原作としたスペシャルドラマ（以下、パイロット版と表記）である。2012年1月6日には連続ドラマ版の放送に合わせ、若干の新撮部分を加えた『金曜プレステージ』特別企画枠ドラマレジェンドとして放送された。
2012年1月10日から3月20日まで、続編が連続ドラマとして火曜21時枠で放送された。特別企画同様、主演の竹内をはじめ小出恵介、丸山隆平、大和田獏らはこの連続ドラマから新たに出演する（なお、小出と丸山はドラマレジェンドの新撮場面にも登場している）。連続ドラマ版では『ストロベリーナイト』に続く姫川玲子シリーズから、『ソウルケイジ』『シンメトリー』『感染遊戯』を原作に物語を展開する。
連続ドラマ版のキャッチコピーは「アタマの中で、殺人犯が巣喰っている。」。
2013年1月26日に姫川玲子シリーズの『インビジブルレイン』を原作とした劇場版が公開された。劇場版のタイトルもドラマシリーズと同様、『ストロベリーナイト』である。
また、映画公開に先駆け、映画のストーリーとリンクするスペシャルドラマ2作が放送された。同年1月22日から1月25日までの深夜には4夜連続で『ストロベリーミッドナイト』を、映画公開日の1月26日には土曜プレミアム特別企画として『シンメトリー』『感染遊戯』『アンダーカヴァー』を原作としたオムニバスドラマ『ストロベリーナイト アフター・ザ・インビジブルレイン』を放送。

## 映像化作品シリーズ
- スペシャルドラマ
  - 土曜プレミアム特別企画 「ストロベリーナイト」（2010年11月13日）
  - ドラマレジェンド「ストロベリーナイト」（2012年1月6日）
  - 「ストロベリーミッドナイト」（2013年1月22日 - 1月25日）
  - 土曜プレミアム特別企画「ストロベリーナイト アフター・ザ・インビジブルレイン」（2013年1月26日）
- 連続ドラマ
  - 「ストロベリーナイト」（2012年1月10日 - 3月20日、全11回）
- 映画
  - 「ストロベリーナイト」（2013年1月26日、配給：東宝）

## 制作

### 企画
映画化については本シリーズのプロジェクトが映画ありきで進行していたわけではなく、映画化が正式に決定したのは連続ドラマ放送期間中のことである。映画化されることは2012年3月20日に放送された最終回の本編終了後に公式に発表された。
原作者の誉田は松嶋菜々子をイメージして主人公・姫川玲子のキャラクターを作り上げたと公言しているが、実際の映像化作品においては竹内がキャスティングされた。企画の成河広明プロデューサーは竹内を「玲子というキャラが持っている“強さ”と“弱さ”を表現できる女優」と評し、竹内をオファーしたことについては「難しいお芝居を要求される役なので、達者な方にお願いしたいことと、この手の男社会の紅一点ものみたいなジャンルをそれまでやっていない方がいいと思って、竹内さんにオファーしました」と語っている。
企画の段階から女性刑事が主人公でありながら姫川班のメンバー一人一人を丁寧に描く群像劇にしていく方針が決まっていた。脚本を担当する龍居由佳里は玲子の部下・菊田和男について原作ではあまり重点が置かれていない玲子への恋愛感情を膨らませたキャラクターとした旨を述べている。また、龍居は玲子と母親の関係に興味を持ち、過去のトラウマを起点とした母娘の心情的な確執を膨らませて描いたことも同時に述べている。

### 撮影
パイロット版は2010年5月ごろに撮影され、連続ドラマ版の撮影は2011年6月上旬から9月30日まで行われた。連続ドラマとしては放送開始前に全話撮影終了しているのは異例である。
グロテスクな描写が多い姫川玲子シリーズを映像化するにあたり、チーフディレクターの佐藤祐市監督は放送倫理としてどこまで表現していいか、フジテレビのコンプライアンスを扱う部署と相談しながら、テレビの映像として見せられる範囲で原作の世界観を損なわないような表現方法、例えば、血が激しく出るところは映像をモノクロにしたり逆に全体を真っ赤にしたりするなどの工夫を施したという。また、色彩の表現として、玲子の赤い鞄や高校生の玲子が事件に遭った時に見ていた赤い月など、作品のキーカラーそして玲子のイメージカラーとして「赤」が各シーンで印象的に用いられている。その他にも赤色をはじめ姫川班の各キャラクターに合わせた色を映像に取り入れている。

### 試写会
連続ドラマ放送開始に先駆け、2011年12月13日の完成披露試写会では六本木の映画館で約300人の観客および記者を招いて第1話「シンメトリー」の試写を、2012年1月5日には東京都内の映画館「シネマヴェーラ渋谷」にて一般視聴者約120名を招いて約15時間に及ぶ「全話一挙上映プレミア試写会」を行なった。そして最終話前日の同年3月19日にはフジテレビクラブ会員を対象に「ソウルケイジ」の試写会と主演の竹内のトークセッションが行なわれた。

## 放送・配信
連続ドラマは初回15分拡大（21:00 - 22:09）、最終回10分拡大（21:00 - 22:04）。
インターネット上では、特別編集の動画コンテンツや予告などが配信された（放送終了後は削除されている）。連続ドラマ放送時は、地上デジタルテレビ放送やワンセグによるデータ放送が行われ、放送中にリモコンのdボタンを押してクイズに参加するとプレゼント応募のためのキーワードが手に入るキャンペーンなどの視聴者参加企画などがあった。
また、番宣として以下の番組が放送された。
- 夜苺〜ストロベリーナイトの戦慄〜（2012年1月8日2:25 - 3:25放送）
- 夜苺II〜ストロベリーナイトの震撼〜（2012年3月10日3:05 - 3:35放送）

## キャスト
人物名は連続ドラマ公式サイト相関図、ホームメディアで確認できるものに基づく。

### 姫川班
姫川 玲子（ひめかわ れいこ）
演 - 竹内結子（高校時代：岡本あずさ）
30歳。警視庁捜査一課殺人犯捜査十係姫川班主任。警部補。
ノンキャリアから27歳で警部補に昇進するという異例のスピード出世を遂げ、警察という男社会で女性であるという偏見と戦いながら捜査一課で姫川班を率いる。天性の鋭い勘を何の疑問もなく捜査に反映させ、多くの事件を解決してきた。犯人の意識と同調しすぎてしまうという危うい一面も持つ。オセロが強い。
17歳の夏の夜、強姦の被害に遭ったことで、玲子のみならず母親と父親も深い闇から抜け出せなくなってしまう。
被害後、当時担当捜査官であった佐田 倫子巡査に勇気をもらい、自身を強姦した犯人と戦うために捜査に協力することを決意する。しかし、佐田は犯人確保の際に、格闘の末殉職してしまう。その結果、玲子は警察官を強く志すようになった。
強姦被害から10年以上が経った今でも心の傷が完全に癒えることはなく、担当した事件で被害者が強姦されていた事実が発覚すると当時の記憶がフラッシュバックすることがある。
原作では妹がいたのに対し、ドラマでは家族構成は両親のみになり、娘の過去に囚われて一人暮らしを認めようとしない母親の瑞江とは心情的な確執を生んでいる。7cmのハイヒールを何足も履き潰している。エルメスのバッグ・赤いオータクロアを愛用する設定は、原作にないドラマ独自のもので、ドラマ中では描かれなかった過去に警部補に昇進した祝いとして中古品を24回のローンで購入したという背景がある。自分が強姦被害にあった際、ナイフで刺されて流れた自分の血を決して忘れないために赤色のバッグを購入した。
菊田 和男（きくた かずお）
演 - 西島秀俊
36歳。独身。警視庁捜査一課殺人犯捜査十係巡査部長。
謹厳実直で寡黙な性格。体格が特別良いわけではないが、武道全般に長けている。玲子が警部補に昇進したのと同時に姫川班に配属。当初は年下の女性班長に戸惑うも、事件を共に追うに従い、玲子に上司としての確固たる信頼を寄せる。玲子に恋心を抱いていて表面には出さないが、玲子には見抜かれている。甘いものが好物でよくイチゴミルクのジュースを飲んでいることが多い。
パチンコが趣味で、非番や在庁時はパチンコ店に通う。
葉山 則之（はやま のりゆき）
演 - 小出恵介
28歳。警視庁捜査一課殺人犯捜査十係巡査長。連続ドラマ版より登場。玲子からは「ノリ」と呼ばれている。
新たに姫川班に配属されてきた、素直で真面目な刑事。中高一貫の有名進学校に通っていた中学時代、彼の家庭教師だった女性（演：江頭ゆい）が通り魔に襲われ殺害される事件を目の当たりにしたトラウマを抱える。そのため、最初は玲子が女性でありながら危険な職場で陣頭指揮をしていること、その女性と同名であることに戸惑いをおぼえ、必要以上に玲子に歩み寄ろうとしていなかった。女性を救えなかった自分を追い込むように仕事に励み、在庁時は必死に昇進試験の勉強をしている。
過去のトラウマから、刃物やそれに反射した光を見ることでフラッシュバックが起きてしまい、捜査の足枷となっている。
石倉 保（いしくら たもつ）
演 - 宇梶剛士
48歳。警視庁捜査一課殺人犯捜査十係巡査部長。妻と2人の娘を持つ。玲子からは「保さん」と呼ばれている。
姫川班では最年長のベテラン刑事であるが、班長の玲子には従順な部下でいる。玲子をはじめとする班のメンバーから厚い信頼を寄せられ、長年地道に培ってきた幅広い情報網や人間関係を武器に姫川班を支える。
湯田 康平（ゆだ こうへい）
演 - 丸山隆平
26歳。独身。警視庁捜査一課殺人犯捜査十係巡査長。連続ドラマ版より登場。玲子からは「康平」と呼ばれている。
大塚の殉職後、人員補充のため、今泉係長によって所轄から取り立てられ姫川班に配属された。明るく素直な性格で、姫川班のムードメーカー的な存在。

### 警視庁
勝俣 健作（かつまた けんさく）
演 - 武田鉄矢
56歳。警視庁捜査一課殺人犯捜査五係勝俣班主任。警部補。通称「ガンテツ」。
一匹狼で、上司からも恐れられ敬遠されるが、犯人検挙率は最も高い。玲子にとっても天敵である。警察内外の情報戦に長け、影では警察の内部情報を売って裏金を作っているという噂も立っている。
ヤクザや半グレに対して、暴力や賄賂で捜査に協力させるなどしばしば強引な捜査を行う。「右では殴らない」では、ワイシャツに血痕が付着しているのを橋爪に見つかり、「どんだけ強引な捜査してんだよ。こんなやり方通用すると思ってんのか！」と叱責されている。
何故か玲子が過去に強姦の被害にあったことを知っている。
井岡 博満（いおか ひろみつ）
演 - 生瀬勝久
42歳。独身。亀有西署→西ヶ原署→蒲田南署強行犯捜査係 巡査長→巡査部長。
姫川とは度々捜査を共にする。インチキ関西弁を話す。玲子には好意を持っているらしく「玲子ちゃん」と呼び、マイペースに付きまとう。そのため、姫川班からは煙たがられてはいるが、窮地の玲子を要所要所で助けることもある。
今泉 春男（いまいずみ はるお）
演 - 髙嶋政宏
44歳。警視庁捜査一課殺人犯捜査十係係長。警部。
玲子の上司であり、捜査一課では数少ない良き理解者。所轄勤務だった玲子を周囲の反対を押し切って捜査一課に呼んだ。玲子の捜査能力を高く評価している。
日下 守（くさか まもる）
演 - 遠藤憲一
41歳。警視庁捜査一課殺人犯捜査十係日下班主任。警部補。
玲子の天敵。玲子と同じ十係で日下班を率いているが、姫川班とは意図的に互いに違う事件を追っている。生真面目でしつこい性格で、必要以上に緻密で客観的な捜査方法をとり、事ある毎に「予断は禁物」と言い続けており、それがたとえ上司であったとしても一貫して予断に偏った捜査方針には意見も辞さない。このこともあり、勘に頼る玲子とは度々対立している。
このような客観的かつ確かな証拠を元に綿密なやり方を取る背景として、かつては日下自身も玲子と同じく勘や予断に頼りがちな捜査方法を取っていたが、このことに目を着けた勝俣が日下を蹴落とすためにわざと捜査情報を隠し、これに気づけなかった日下が予断と勘で捜査をした結果、大失態を犯してしまった苦い経験があったことが語られている。また、こうしたことを通して玲子のやり方を心配する発言もしており、玲子自身を毛嫌いしてはいない様子を見せており、事件によっては玲子と協力関係も結んでいる。
橋爪 俊介（はしづめ しゅんすけ）
演 - 渡辺いっけい
49歳。警視庁捜査一課管理官。警視。
玲子の勘頼みの捜査を快く思わず、彼女のことを「お嬢ちゃん」あるいは「お姫様」と呼ぶなど、女性でありながら生意気で不遜な態度を取る玲子を邪険に扱う。
國奥 定之助（くにおく さだのすけ）
演 - 津川雅彦
66歳。独身。東京都監察医務院監察医。
監察医の第一人者。玲子とは彼女の所轄勤務時代からの付き合い。玲子にとっては師でありながら、プライベートでは歳の離れた友人でもある。
小峰 薫（こみね かおる）
演 - 田中要次
警視庁刑事部鑑識課主任。橋爪と同じく玲子に対して「お嬢ちゃん」と呼ぶが、橋爪と違い邪険に扱う気は皆無であり、玲子が事件現場に来た際は必ず、「吐くなよ」と声を掛ける。
朝倉 圭吾（あさくら けいご）
演 - 戸田昌宏
勝俣班 巡査長。妻子あり。連続ドラマ版第1 - 3話に登場。
気弱で不器用な性格。薬物事件にからみ、暴力団同士の抗争を煽った上司の勝俣から、白楼会が片桐組に「カチコミ」をかける瞬間を抑えるよう指示され、単独で片桐組に突入するが暴力団構成員に射殺され、殉職。朝倉の葬儀には勝俣班の人間は捜査のため誰一人参列しなかった。
遠山 義行
演 - 井上康
日下班。連続ドラマ版第7話より登場。
大山 聡
演 - 中林大樹
科学捜査研究所の研究員。連続ドラマ版より登場。
大塚 真二（おおつか しんじ）
演 - 桐谷健太 (連続ドラマ版では第1話に回想で登場)
警視庁捜査一課殺人犯捜査十係巡査→警部補。
ストロベリーナイト事件の際に単独で捜査を行い、結果犯人に射殺された。

### 姫川家
姫川 瑞江（ひめかわ みずえ）
演 - 手塚理美
玲子の母。
玲子が高校時代に巻き込まれた強姦事件のことを後悔し、自分を責め続けている。玲子が刑事になった今でも、結婚するまでは一人暮らしをすることに反対している。
姫川 忠幸
演 - 大和田獏
玲子の父。連続ドラマ版より登場。

### ゲスト

#### パイロット版
「ストロベリーナイト」
- 大塚 真二（姫川班 巡査→警部補） - 桐谷健太（連続ドラマ第1話にも出演：回想）
- 北見 昇（亀有西署強行犯捜査係 警部補（キャリア組）） - 林遣都
- 佐田 倫子（埼玉県警察捜査第一課 巡査） - 国仲涼子（友情出演 / 連続ドラマ第1話にも出演：回想）
- 丸田 サツキ（亀有西署庶務） - 葵
- 深沢 由香里（中央医科大学付属病院精神科に入院中の少女） - 谷村美月
- 深沢 康之（由香里の兄） - 田中洋之助
- 辰巳 圭一（情報屋） - 佐藤祐基
- 尾室（中央医科大学付属病院精神科医） - マギー
- 金原 太一（事務機器リース会社大上商会営業部） - 山本浩司
- 滑川 幸男（広告代理店白広堂クリエイティブディレクター） - 山崎直樹
- 田代 智彦（滑川の友人） - 鈴木浩介

#### 連続ドラマ版
第1話 「シンメトリー」
- 徳山 和孝（都市中央鉄道元駅員） - 滝藤賢一
- 小川 実春（女子高生・列車事故の死亡者） - 藤本泉
- 米田 靖史（列車事故の加害者） - 北上史欧
- 水沢 祐介（列車事故の被害者と遺族の会副会長兼会長代行） - 森下哲夫
- 多田 彰夫（列車事故の被害者） - 深水元基
- 小川 睦男（実春の父親・列車事故の被害者と遺族の会会長） - 村上かず

第2 - 3話 「右では殴らない」
- 下坂 美樹（女子高生・下坂勇一郎の娘） - 大政絢
- 島 千秋（警視庁捜査一課殺人犯捜査三係島班主任 警部補） - 小木茂光
- 下坂 勇一郎（医師兼違法薬物撲滅協会理事・現総理大臣の政策ブレーン） - 北見敏之（第2話のみ）
- 下坂 明子（下坂の妻） ‐ 阿部朋子（第2話のみ）
- 宇和島 康平（白楼会組長） - 山田明郷

第4 - 5話 「過ぎた正義」
- 倉田 修二（英樹の父親・元警部補） - 杉本哲太
- 倉田 英樹（川口少年刑務所受刑者） - 石黒英雄
- 倉田 加奈子（故人・英樹の母親） - おぐちえりこ
- 嶋田 勝也（彩香の父親） - 吉満涼太
- 水本（神奈川県警察刑事） - 阪田マサノブ
- 安井 五郎（女子中学生殺害・前科者） - TOMO (DA PUMP)（第4話のみ）
- 嶋田 澄子（彩香の母親） - 渡辺杉枝（第5話のみ）
- 嶋田 彩香（英樹の恋人） - 皆川玲奈（第5話のみ）
- 湯川 智美（彩香の友人） - 真下玲奈（第5話のみ）

第6話 「感染遊戯」
- 高野 真弓（成城南署強行犯捜査係刑事・葉山の警察学校時代の同期） - 加藤あい
- 矢部 眞人（薬害感染症の被害者女性の恋人） - 矢柴俊博
- 長塚 利一（特殊法人労災施設事業団理事） - 佐々木勝彦
- 長塚 淳（利一の息子・大手製薬会社濱中薬品環境保全部） - 窪寺昭
- 良枝（長塚邸家政婦） - 上岡紘子

第7 - 8話 「悪しき実」
- 春川 美津代（岸谷の恋人・スナック楓ホステス） - 木村多江
- 岸谷 清次（大和会系吉田組構成員） - 松田賢二
- 林 克彦（捜査第一課特設現場資料室 警部補） - 半海一晃（第8話のみ）
- 神部 剛敬（大和会系神部組組長） - 松本元
- 鷹見 幸彦（親和会系鷹見組組長） - 清水哲也

第9 - 最終話 「ソウルケイジ」
- 高岡 賢一（高岡工務店経営） - 石黒賢
- 三島 耕介（高岡工務店大工） - 濱田岳（9歳：林遼威 / 15歳：金子尚太郎）
- 中川 美智子（耕介の彼女・美容専門学生） - 蓮佛美沙子
- 戸部 真樹夫（木下興業総務部係長） - 池田鉄洋
- 三島 忠治（耕介の父親・木下興業鳶職人） - 近江谷太朗（第9・最終話のみ）
- 松本 治（高岡工務店大工） - 野添義弘
- 沢井 雄司（高岡賢一の友人） - 田中壮太郎（第9・10話のみ）
- 小林 実夏子（戸部真樹夫の愛人） - 霧島れいか（第10・最終話のみ）
- 内藤 君江（高岡賢一死亡保険金受取人） - 南風佳子（第10・最終話のみ）
- 内藤 雄太（君江の甥・亀有総合病院入院患者） - 森義洋（第10・最終話のみ）

## ストロベリーミッドナイト
フジテレビで2013年1月22日から1月25日まで深夜帯に4夜連続で放送された、1話10分のショートドラマ。なお、地方の系列各局の放送日・放送時間は各地で異なり、深夜帯を中心に昼間に放送された地域もある。映画の物語前の“第二の捜査会議室”居酒屋で繰り広げられる、捜査一課メンバーの「居酒屋会議」を湯田康平中心に描くコミカルな作品。
2013年7月17日発売の映画『ストロベリーナイト コレクターズエディション』DVD・Blu-rayの特典ディスクに収録されている。
- 湯田 康平 - 丸山隆平
- 菊田 和男 - 西島秀俊
- 石倉 保 - 宇梶剛士
- 小峰 薫 - 田中要次
- 橋爪 俊介 - 渡辺いっけい
- 今泉 春男 - 高嶋政宏
- 井岡 博満 - 生瀬勝久

## ストロベリーナイト アフター・ザ・インビジブルレイン
2013年1月26日に土曜プレミアム特別企画として21:00 - 23:10に放送された。映画で描かれる姫川班の「最後の事件」の後日をそれぞれ姫川、菊田、葉山、井岡・日下、勝俣を主人公にオムニバス形式で描く。『シンメトリー』より「東京」「左だけ見た場合」、『感染遊戯』より「沈黙怨嗟 / サイレントマーダー」「推定有罪 / プロバブリィギルティ」、未単行本化作品「アンダーカヴァー」（小説宝石特別編集『宝石・ザ・ミステリー』収録）の5本の短編がドラマ化される。原作では玲子が主人公である「東京」と「左だけ見た場合」は、それぞれ菊田と井岡・日下のエピソードとして描かれている。
また、「推定有罪 / プロバブリィギルティ」では、連続ドラマ版「過ぎた正義」のゲストとして出演した杉本哲太、パイロット版に出演した佐藤祐基が再登場する。
連続ドラマ版よりレギュラー出演している湯田康平役の丸山隆平は裏番組の日本テレビ系列連続ドラマ『泣くな、はらちゃん』に出演するため今作には出演しない（回想シーンのみの出演）。
「東京」
- 菊田 和男（小平西署強行犯捜査係 巡査） - 西島秀俊
- 木暮 利充（小平西署強行犯捜査係 巡査部長） - 國村隼
- 多田 美代子（都立小平中央高校水泳部） - 大野いと
- 篠 和恵（水泳部部員） - 池田光咲
- 栗原 知世（水泳部部員） - 安田聖愛
- 今井 多恵（水泳部部員） - 白石さえ
- 秋場（小平西署強行犯捜査係 巡査） - 石井智也
- 大柴（小平西署強行犯捜査係係長） - 佐渡稔
- 木暮 景子（木暮の妻） - キムラ緑子

「沈黙怨嗟 / サイレントマーダー」
- 葉山 則之（上北沢署強行犯捜査係 巡査部長） - 小出恵介
- 谷川 正継（厚生労働省元事務次官） - 竜雷太
- 堀井 辰夫（杉村金属加工元社員） - 山本圭
- 谷川 千尋（谷川の孫） - 小島藤子
- 堀井 隆仁（堀井の息子） - 島津健太郎
- 杉村（杉村金属加工社長） - 森富士夫
- 勝俣 健作（捜査一課殺人犯捜査五係主任 警部補） - 武田鉄矢

「アンダーカヴァー」
- 姫川 玲子（池袋西署強行犯捜査係 警部補） - 竹内結子
- 土井 康彦（捜査二課主任 警部補） - 光石研
- 吉田 勝也（実業家の婿養子） - 岡田義徳
- 赤木 芳弘（ケイワ硝子社長） - 田窪一世
- 矢口 真澄（吉田の妹） - 森郁月
- 赤木 史子（赤木の妻） - 梅沢昌代
- 片山（六角商事社長）　‐　掛田誠
- 桜井 加奈（六角商事社員） - 森口彩乃
- 塚本 陽介（六角商事社員） - 鈴之助
- 東尾（池袋西署刑事課課長） - 山路和弘
- 井岡 博満（蒲田南署強行犯捜査係 巡査部長） - 生瀬勝久

「左だけ見た場合」
- 井岡 博満（高島平東署強行犯捜査係 巡査部長） - 生瀬勝久
- 日下 守（捜査一課殺人犯捜査十係主任 警部補） - 遠藤憲一
- 小峰 薫（鑑識課主任） - 田中要次
- 吉原 秀一（マジシャン） - 大高洋夫
- 名波（マジシャン事務所社長） - 石井めぐみ
- 佐藤 武男（佐藤工務店社長） - 阿南健治
- 渡辺 繁（渡繁工務店社長） - 中村有志
- 遠山 義行（日下班） - 井上康

「推定有罪 / プロバブリィギルティ」
- 勝俣 健作（捜査一課殺人犯捜査五係主任 警部補） - 武田鉄矢
- 倉田 修二（警備員） - 杉本哲太
- 辻内 眞人（日英ゼミナール数学講師） - 平岡祐太
- 内田（捜査一課係長） - 入江雅人
- 水内（サイバー犯罪対策課） - 隈部洋平
- 辰巳 圭一（情報屋） - 佐藤祐基
- 加納 裕道（殺人容疑者） - 君嶋麻耶

## スタッフ
- 脚本 - 龍居由佳里（スペシャル、シリーズ脚本）、林誠人（ドラマレジェンド）、黒岩勉、旺季志ずか
- 音楽 - 林ゆうき
- 演出 - 佐藤祐市、石川淳一
- 主題歌
  - パイロット版 / ドラマレジェンド - 柴咲コウ「EUPHORIA」（ユニバーサルミュージック）
  - 連続ドラマ版 - GReeeeN「ミセナイナミダハ、きっといつか」（ユニバーサルミュージック）
- アクションコーディネイター - 釼持誠
- 特殊メイク - 松井祐一
- 特殊効果 - パイロテック（大宮敏明）
- 技術協力 - バスク
- 美術協力 - フジアール
- 企画 - 成河広明、佐藤未郷
- プロデュース - 高丸雅隆、江森浩子
- 制作 - フジテレビ[注 3]
- 制作・著作 - 共同テレビ[注 4]

## 受賞
第72回ザテレビジョンドラマアカデミー賞 監督賞（佐藤祐市、石川淳一）（2012年）
映像化不可能といわれた原作をギリギリのラインで殺人シーンを見せ、うまく編集していたことなど高い評価を得た。
平成24年日本民間放送連盟賞 番組部門テレビドラマ番組優秀作入選（2012年）
主人公・姫川の奮闘する姿の魅力や、それを支える個性的な刑事たちのチームワークが「刑事ドラマの枠を超え、職業ドラマ、人間ドラマとしても見応えがある」、脚本と映像による作品の自然なリズム感などが秀逸と評価された。
第9回TVnavi ドラマ・オブ・ザ・イヤー2012 最優秀助演男優賞（西島秀俊）（2013年）
雑誌『TVnavi』の読者が投票で選ぶ賞で、2012年に放送された全連続ドラマの助演男優の中から1位を獲得した。

## エピソードリスト

### パイロット版 / ドラマレジェンド
| 話数 | エピソードタイトル（ラテ欄） エピソードタイトル（放送時） / 原作                                                                                           | 初回放送日     | 脚本              | 演出     | 視聴率 |
| --- | --- | -------------- | ----------------- | -------- | ------ |
| 1 | ストロベリーナイト ストロベリーナイト / 原作：『ストロベリーナイト』                                                                                       | 2010年11月13日 | 龍居由佳里        | 佐藤祐市 | 14.0%  |
| 葛飾区元水公園内の池のほとりにおいて、ビニールシートに包まれた男性の惨殺死体が発見される。池をさらったところ、さらに同様のビニールシートに包まれた死体が発見された。被害者たちは毎月第2日曜日に秘密の会合に参加しており、最近妙に生き生きしてきたという共通点があった。被害者が口にしていたという謎の言葉「ストロベリーナイト」を調べ始めた姫川班の面々だったが、その捜査中、大塚刑事が廃ビルで射殺体で発見される。 | |                |                   |          |        |
| 2 | すべてはこの猟奇殺人事件から始まった!! 1月10日ついにスタートの本格刑事ドラマその原点がここに!! ストロベリーナイトレジェンド / 原作：『ストロベリーナイト』 | 2012年1月6日   | 龍居由佳里 林誠人 | 佐藤祐市 | 12.7%  |
| パイロット版に新撮部分を加えて、ドラマレジェンドとして放送。 | |                |                   |          |        |

### 連続ドラマ版
| 話数 | エピソードタイトル（ラテ欄） エピソードタイトル（放送時） / 原作                             | 初回放送日    | 脚本       | 演出     | 視聴率 |
| --- | -------------------------------------------------------------------------------------------- | ------------- | ---------- | -------- | ------ |
| I | シンメトリー シンメトリー / 原作：『シンメトリー』                                           | 2012年1月10日 | 龍居由佳里 | 佐藤祐市 | 16.8%  |
| 10年前に100人以上の死傷者を出した列車転覆事故を引き起こした男・米田が事故と同じ場所で左右対称真っ二つの轢死体で発見される。自殺と他殺の両面で捜査が進められる中、玲子は列車転覆事故で車両に潰され死亡した「被害者と遺族の会」の小川会長の長女・実春を、その死の直前、必死に助けようとした駅員がいたことを知る。 ※原作では事故発生場所および徳山の元勤務先がJR東日本となっているが、ドラマでは架空の鉄道会社・都市中央鉄道に変更されている。物語も姫川班視点から展開されるほか、米田以外の被害者も出たり、原作以上に強いシンメトリーへのこだわりが犯行動機として描かれたりするといった改変が加えられている。人物の差異では、実春の父に「小川睦男」の名前が与えられ、徳山も事故で右腕は失っていない。 |                                                                                              |               |            |          |        |
| II | 右では殴らない 右では殴らない / 原作：『シンメトリー』                                       | 2012年1月17日 | 黒岩勉     | 佐藤祐市 | 16.9%  |
| III | 右では殴らない(2) 右では殴らない / 原作：『シンメトリー』                                    | 2012年1月24日 | 黒岩勉     | 佐藤祐市 | 16.4%  |
| 覚醒剤使用の痕跡が見られる男性三人が劇症肝炎で立て続けに死亡した。玲子は國奥からこれらは病死でなく連続殺人ではないかとの助言を受け、薬物テロの線で捜査を開始する。被害者三人はいずれもオンラインゲームサイト「ガチャゲー」の会員で、彼らがゲーム内で接触したうちの一人「シド」と名乗る人物がゲームを通じて不特定多数の相手に違法薬物「ゼブラ」を配っていた。一方、六本木署とともに暴力団構成員殺人事件を捜査する勝俣もまた「ゼブラ」を追い、四人目と思われる犠牲者が発生したが、「ゼブラ」の模倣薬による事件であったことが判明。玲子は事件の発端が薬物テロでも暴力団の抗争でもないもっと単純なことにあるのではないかと考え、ある人物に思い当たる。 ※ドラマ版では携帯オンラインゲームサイト「ガチャゲー」や白と黒の配色の違法薬物「ゼブラ」といったオリジナル要素を交えた構成となっており、美樹の父親も主要人物として描かれ、政界とのパイプが強い大物として設定が変更されている。本編では捜査に井岡と三係主任の島千秋が参加し、勝俣も担当する暴力団構成員殺人事件を介して連続薬殺事件に関わっている。 |                                                                                              |               |            |          |        |
| IV | 過ぎた正義 過ぎた正義 / 原作：『シンメトリー』                                               | 2012年1月31日 | 旺季志ずか | 石川淳一 | 16.3%  |
| V | 選ばれた殺意〜過ぎた正義 過ぎた正義 / 原作：『シンメトリー』                                 | 2012年2月7日  | 旺季志ずか | 石川淳一 | 15.4%  |
| 3か月前、短い刑期で出所した殺人容疑者2名の不審死が連続して報告され、國奥は事件性を疑っていた。玲子たちが軽い刑や無罪となった前科者の近辺を追跡する中、新たに3人目の犠牲者が出る。不審死した3名は全て同じ捜査員・倉田修二に逮捕されていた。勝俣から倉田や服役中の息子・英樹について知った玲子は、一連の不審死に倉田の関与を確信し、出所した英樹にも制裁を下すことを危惧していた。そして、捜査の傍ら、英樹が服役する少年刑務所を訪ねて3か月、ようやく倉田に会うことができた玲子は、一連の事件は英樹に罰を与える決心を鈍らせないための犯行ではないかと倉田に問う。 ※ドラマでは『感染遊戯』内で描かれた後日談のエピソードも取り入れて一つの話として構成されている。事件数は3件となり、本編では玲子独自の捜査だったのに対し姫川班全体での捜査として描かれているという相違点があり、勝俣が倉田を知る人物として玲子に倉田のことを教える場面もある。 |                                                                                              |               |            |          |        |
| VI | 感染遊戯 感染遊戯 / 原作：『感染遊戯』                                                       | 2012年2月14日 | 林誠人     | 佐藤祐市 | 14.0%  |
| 製薬会社勤務のエリート社員が自宅前でメッタ刺しに殺害された。過去のトラウマが脳裏に去来していた葉山は遺体に目を背けながらも突如として事件解決に意気込む。一方、被害者の着衣のボタンから犯人らしき指紋が検出され、玲子らはかつて旧厚生省の役人として薬害感染問題に関わっていた被害者の父が事件の標的だったのではないかと推測する。 ※原作では高野真弓は「手紙」（『シンメトリー』所収）で品川署盗犯係主任として登場するが、ドラマでは所属も成城南署強行犯捜査係刑事に変更され、葉山の警察学校時代の同期で姫川に憧れている人物として描かれている。 |                                                                                              |               |            |          |        |
| VII | 悪しき実 悪しき実 / 原作：『シンメトリー』                                                   | 2012年2月21日 | 林誠人     | 石川淳一 | 15.6%  |
| VIII | 悪しき実〜嗚咽 悪しき実 / 原作：『シンメトリー』                                             | 2012年2月28日 | 林誠人     | 石川淳一 | 14.8%  |
| 都内のアパートの一室で右半身だけ死後硬直が早く解けた男性の変死体が発見され、玲子は暴力団組長殺害事件の特別捜査本部にいる今泉からその究明を指令される。アパートからは何かで削られた13個の木片と鍵が見つかる。さらに、男性の正体が元暴力団構成員であることがわかり、玲子は行方をくらました第一発見者の恋人を追い、静岡へ向かう。 |                                                                                              |               |            |          |        |
| IX | ソウルケイジ ソウルケイジ / 原作：『ソウルケイジ』                                           | 2012年3月6日  | 龍居由佳里 | 佐藤祐市 | 13.8%  |
| X | 檻に閉じ込められた親子〜ソウルケイジ ソウルケイジ / 原作：『ソウルケイジ』                   | 2012年3月13日 | 龍居由佳里 | 佐藤祐市 | 12.9%  |
| XI | こんなにも人を愛した殺人者がいただろうか〜ソウルケイジ ソウルケイジ / 原作：『ソウルケイジ』 | 2012年3月20日 | 龍居由佳里 | 佐藤祐市 | 15.9%  |
| 多摩川土手で血まみれの左手首が発見された。被害者の手首は大工・高岡賢一のものであること、彼が経営する工務店のガレージから致死量を超える大量の血液が発見されたことなどから高岡が殺害された可能性を考慮して死体損壊遺棄事件であると認定された。高岡の過去を調べる玲子は高岡が工務店の従業員・三島耕介を我が子のように育てていたことを知る。 |                                                                                              |               |            |          |        |

平均視聴率 15.4%（視聴率は関東地区・ビデオリサーチ社調べ）

### ストロベリーミッドナイト
| 話数 | エピソードタイトル 原作                                     | 放送期間                | 脚本   | 演出     |
| --- | ----------------------------------------------------------- | ----------------------- | ------ | -------- |
| 全4夜 | ストロベリーミッドナイト 原作：オリジナル（原案・誉田哲也） | 2013年1月22日 - 1月25日 | 黒岩勉 | 佐藤祐市 |
| 居酒屋で姫川たちの到着を待とうとしていた湯田は、座敷で今泉と二人きりに。差し向かいの状況に気まずさを隠せない二人だったが、石倉がやってくると皆で姫川と菊田の仲について噂話を始める。宴席が進むにつれ、隣の部屋から乱入する井岡や、姫川との仲を聞き出そうとしたものの、道に迷った彼女を迎えに席を外してしまう菊田、突然やってきた橋爪の若手への説教などに振り回されながら、一同は酔いつぶれるのだった。 |                                                             |                         |        |          |

### アフター・ザ・インビジブルレイン
| 各話 | 放送日         | サブタイトル （放送時）         | サブタイトル （ラテ欄） | 原作             | 脚本       | 演出     | 視聴率 |
| ---- | -------------- | ------------------------------- | --- | ---------------- | ---------- | -------- | ------ |
| SP   | 2013年 1月26日 | 東京                            | 女子高生転落事件から始まる官僚連続殺人!! 携帯に残された暗号、顔無き真犯人? 絡まる5つの謎と共に解ける真実とは!? 本日公開の映画と連動する衝撃のミステリー | 『シンメトリー』 | 黒岩勉     | 佐藤祐市 | 15.4%  |
| SP   | 2013年 1月26日 | 沈黙怨嗟 / サイレントマーダー   | 女子高生転落事件から始まる官僚連続殺人!! 携帯に残された暗号、顔無き真犯人? 絡まる5つの謎と共に解ける真実とは!? 本日公開の映画と連動する衝撃のミステリー | 『感染遊戯』     | 黒岩勉     | 佐藤祐市 | 15.4%  |
| SP   | 2013年 1月26日 | アンダーカヴァー                | 女子高生転落事件から始まる官僚連続殺人!! 携帯に残された暗号、顔無き真犯人? 絡まる5つの謎と共に解ける真実とは!? 本日公開の映画と連動する衝撃のミステリー | 『インデックス』 | 龍居由佳里 | 佐藤祐市 | 15.4%  |
| SP   | 2013年 1月26日 | 左だけ見た場合                  | 女子高生転落事件から始まる官僚連続殺人!! 携帯に残された暗号、顔無き真犯人? 絡まる5つの謎と共に解ける真実とは!? 本日公開の映画と連動する衝撃のミステリー | 『シンメトリー』 | 龍居由佳里 | 佐藤祐市 | 15.4%  |
| SP   | 2013年 1月26日 | 推定有罪 / プロバブリィギルティ | 女子高生転落事件から始まる官僚連続殺人!! 携帯に残された暗号、顔無き真犯人? 絡まる5つの謎と共に解ける真実とは!? 本日公開の映画と連動する衝撃のミステリー | 『感染遊戯』     | 黒岩勉     | 佐藤祐市 | 15.4%  |

## 映画
映画では姫川の恋愛描写における菊田・牧田との三角関係を強調した内容となり、事件の流れも原作小説『インビジブルレイン』とは異なるものとなっている。公開初週の日本観客動員ランキングでは1位を記録し、最終興収は21.5億円。

## 関連商品

### DVD/Blu-ray
パイロット版
ポニーキャニオンから2012年2月24日発売、豪華デジパック仕様（初回生産分のみ）
連続ドラマ版 DVD-BOX / Blu-ray BOX
「ストロベリーナイト シーズン1」としてポニーキャニオンから2012年6月29日発売
アフター・ザ・インビジブルレイン DVD-BOX / Blu-ray BOX
ポニーキャニオンから2013年7月17日発売（映画『ストロベリーナイト』のソフトと同日）

### サウンドトラック
フジテレビ系ドラマ「ストロベリーナイト」オリジナルサウンドトラック
ポニーキャニオンから2012年2月29日発売
作曲・編曲：林ゆうき
| #   | タイトル                             | 作詞 | 作曲・編曲 |
| --- | ------------------------------------ | ---- | ---------- |
| 1.  | 「ストロベリーナイト」               |      |            |
| 2.  | 「祷リ踊レ」                         |      |            |
| 3.  | 「ナニワ刑事」                       |      |            |
| 4.  | 「朝日射ス」                         |      |            |
| 5.  | 「鉄ト肉」                           |      |            |
| 6.  | 「捜査会議」                         |      |            |
| 7.  | 「儚キ力」                           |      |            |
| 8.  | 「嬲レ穢セ」                         |      |            |
| 9.  | 「ナミダノ痕」                       |      |            |
| 10. | 「オ菓子好キ好キ監察医」             |      |            |
| 11. | 「ストロベリーナイト 4StrGtMix」     |      |            |
| 12. | 「朧月夜」                           |      |            |
| 13. | 「赤ク滲ンダ月」                     |      |            |
| 14. | 「貴方ノ温モリ」                     |      |            |
| 15. | 「傷跡ヲナゾル指」                   |      |            |
| 16. | 「折リ重ネタ刻」                     |      |            |
| 17. | 「揺ガヌ確信」                       |      |            |
| 18. | 「ストロベリーナイト EthnoChoirMix」 |      |            |
| 19. | 「ソウルケイジ」                     |      |            |
| 20. | 「ストロベリーナイト PfMix」         |      |            |
| 21. | 「Sleeping Beauty」                  |      |            |